# 29132 Bradpitt
29132 Bradpitt è un asteroide della fascia principale. Scoperto nel 1987, presenta un'orbita caratterizzata da un semiasse maggiore pari a 2,5437782 UA e da un'eccentricità di 0,2512243, inclinata di 5,46505° rispetto all'eclittica. Ha un diametro di 3,089 km e un periodo di rotazione di 8,835 ore.